# زنان در سوئیس
زنان در سوئیس زنانی هستند که در سوئیس زندگی می‌کنند و اهل سوئیس هستند. نقش حقوقی و اجتماعی زنان سوئیسی از اواسط قرن بیستم به بعد به‌طور قابل توجهی تکامل یافته‌است.

## دیدگاه پدرسالارانه
سنت در سوئیس حکم می‌کرد که جایگاه زنان سوئیسی در خانه است و وظیفه خانه‌داری و مراقبت از کودکان را بر عهده دارند. سنت سوئیسی در جامعه‌ای با ریشه‌های قوی مردسالارانه، زنان را نیز تحت اقتدار پدران و شوهرانشان قرار می‌دهد. زمانی که زنان سوئیس در ۷ فوریه ۱۹۷۱ حق رای خود را در فدرال به دست آوردند، چنین پایبندی به پدرسالاری تغییر کرد و بهبود یافت. با این حال، برخی از زنان سوئیسی با وجود به دست آوردن وضعیت حقوق برابر با مردان، هنوز نتوانستند تحصیلات فراتر از سطح متوسطه را کسب کنند، بنابراین درآمد کمتری نسبت به مردان دارند و موقعیت‌های شغلی پایین‌تری را اشغال می‌کنند. به گزارش swissinfo.ch در سال ۲۰۱۱، دبیرخانه دولتی امور اقتصادی سوئیس (سِکو) شرکت‌های تجاری را تشویق می‌کرد تا «زنان بیشتری را در پست‌های سطح بالا منصوب کنند». بر اساس همین گزارش، کسانی که قبلاً در شرکت‌های تجاری کار می‌کردند، اشاره می‌کنند که «زنان به‌طور متوسط ۲۰ درصد کمتر از مردان درآمد دارند» در سوئیس و از هر ۱۰ زن، ۶ نفر به صورت پاره وقت کار می‌کنند.
از زنان برجسته سوئیسی در زمینه‌های اقتصاد و حقوق می‌توان به امیلی کمپین اسپیری (۱۸۵۳–۱۹۰۱)، اولین زنی که با مدرک حقوق فارغ‌التحصیل شد و به عنوان مدرس دانشگاهی در این کشور پذیرفته شد، و ایزابل ولتون، رئیس آی‌بی‌ام سوئیس و یکی از معدود زنانی در این کشور که در یک شرکت تجاری دارای موقعیت سطح بالا هستند اشاره کرد.

## حق رای

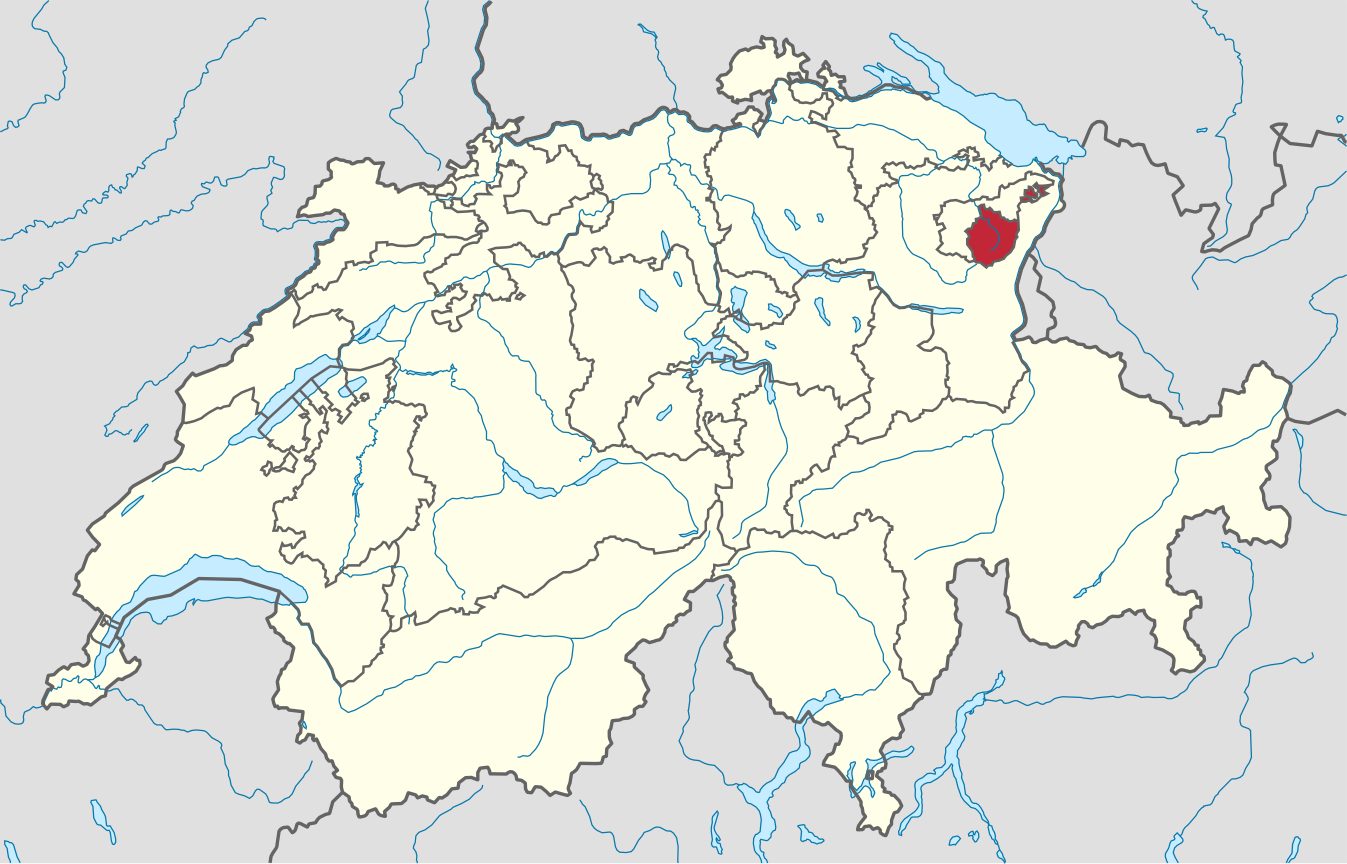
کانتون اپنزل اینرهودن آخرین حوزه قضایی در اروپا بود که به زنان حق رأی داد.

زنان در سال ۱۹۷۱ حق رای در انتخابات سراسری را به دست آوردند. زنان بین سال‌های ۱۹۵۹ (کانتون‌های سوئیس، وو و نوشاتل در آن سال) و ۱۹۹۱ (کانتون اپنزل اینرهودن) حق رای در سطح کانتون محلی را به دست آوردند.

## ازدواج و زندگی خانوادگی
زندگی خانوادگی به‌طور سنتی مردسالارانه بوده و از الگوی نان آور مرد و زن خانه‌دار پیروی می‌کند. در اروپا، سوئیس یکی از آخرین کشورهایی بود که برابری جنسیتی را در ازدواج برقرار کرد. حقوق زنان متأهل تا سال ۱۹۸۸ به شدت محدود شد، زمانی که اصلاحات قانونی ارائه برابری جنسیتی در ازدواج، لغو اختیارات قانونی شوهر به اجرا درآمد (این اصلاحات در سال ۱۹۸۵ توسط رای‌دهندگان در یک رفراندوم تأیید شد، که با ۵۴٫۷٪ از رای‌دهندگان رای موافق دادند. زنا در سال ۱۹۸۹ جرم زدایی شد؛ در سال ۱۹۹۲، این قانون برای پایان دادن به تبعیض علیه زنان متأهل در مورد تابعیت ملی تغییر یافت. تجاوز به همسر در سال ۱۹۹۲ جرم انگاری شد و در سال ۲۰۰۴ در سوئیس به یک جرم دولتی تبدیل شد. قوانین طلاق نیز در سال‌های ۲۰۰۰ و ۲۰۰۵ اصلاح شد. در سال ۲۰۱۳، اصلاحات بیشتری در قانون مدنی به دنبال داشت و مقررات تبعیض‌آمیز باقی‌مانده در مورد انتخاب نام خانوادگی و قانون شهروندی کانتونی توسط همسران حذف شد.
تا اواخر قرن بیستم، اکثر کانتون‌ها مقرراتی داشتند که زندگی مشترک زوجین را ممنوع می‌کرد. آخرین کانتونی که به چنین ممنوعیتی پایان داد کانتون وله در سال ۱۹۹۵ بود. تا سال ۲۰۱۵، ۲۲٫۵ درصد از تولدها مربوط به زنان مجرد بوده‌است.